# Seven Seas of Rhye
〈Seven Seas of Rhye〉는 영국의 록 밴드 퀸의 노래다. 이 노래는 주로 프레디 머큐리에 의해 쓰여졌고, 브라이언 메이는 두 번째 중 8위에 기여했다. 그 노래는 공식적으로 머큐리만 작곡한 것이다. 기본적인 기악 버전은 그룹의 데뷔 음반 《Queen》(1973년)의 최종 트랙으로 나타나며 후속 음반 《Queen II》(1974년)의 최종 버전은 다음과 같다. 완성된 버전은 밴드의 세 번째 싱글, 그들의 첫 번째 싱글 음반인 〈Keep Yourself Alive〉가 포함된 일부 버전을 제외하고 가장 빨리 발매된 노래로, 밴드의 세 번째 싱글이었다.